# Bishopthorpe
Bishopthorpe is een Civil parish in het bestuurlijke gebied City of York, in het Engelse graafschap North Yorkshire. De plaats telt 3237 inwoners.

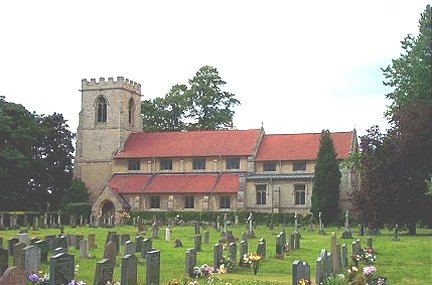
Kerk van St. Andrew